# Andrade (famiglia)
Andrade è una famiglia spagnola discendente dai Conti di Trastamara, si trova stabilita in Italia dal 1513, imparentati con i conti di Lemos per il matrimonio di donna Teresa de Andrade, figlia del primo conte di Andrade e Villalba, signori di Pontedeume y El Ferrol, con D. Fernando Ruiz de Castro, conte di Lemos e primo marchese di Sarria.

## Storia
Si ricordano personaggi illustri come Fernando de Andrade y Sotomayor (n. 1565 † 1655) Arcivescovo di Santiago di Compostela e Viceré di Navarra (1637 – 1638), Fernando de Andrade y Castro, Arcivescovo di Palermo (1644-1648) il Conte Pedro Fernandez de Castro Andrade y Portugal, Viceré di Napoli dal 1610-1616 e Don Nuno Freire de Andrade, Gran Maestro dell'Ordine del Cristo (1313). Fernando de Andrade, Generale dell'esercito spagnolo, nel 1522 a capo dell'esercito che scortò a Roma, Papa Adriano VI dopo la sua elezione.
Il casato si estinse in varie famiglie cadette tra cui: in Spagna nella Casa d'Alba, in Italia nella Famiglia Tabili de Andrade.
Il Casato contrasse parentele con molte delle più importanti famiglie,tra cui: gli Alvarez de Toledo, gli Aragona, i Colonna, i Doria, i Borgia, i Medinaceli, gli Henriquez, i De Luna d'Aragona, i Castro di Lemos, gli Osorio, i Zuniga, i Requesens, i Comneno ed i Sandoval.